# Parallelia renalis
Parallelia renalis är en fjärilsart som beskrevs av George Francis Hampson 1894. Parallelia renalis ingår i släktet Parallelia och familjen nattflyn. Inga underarter finns listade i Catalogue of Life.